# 弗兰克·赫德勒
弗兰克·赫德勒（德語：Frank Hördler，1985年1月26日—），德国男子冰球运动员，场上位置是防守后卫。他曾代表德国参加2018年冬季奥林匹克运动会冰球比赛，获得一枚银牌。